# Левые коммунисты (Германия)
Левые коммунисты представляли собой группу членов рейхстага и прусского государственного парламента, исключенных из КПГ в период 1926—1928 гг.
Левые коммунисты в рейхстаге не были единой политической группой, а представляли собой просто «техническое» слияние для достижения групповых или фракционных прав в общей сложности 15 политиков, исключенных из КПГ в период с января 1926 по февраль 1928 года. Среди них были бывшие члены «левого» крыла КПГ, такие как Рут Фишер, Хуго Урбанс и Вернер Шолем, а также «ультралевые» члены парламента, такие как Иван Кац, Карл Корш, Эрнст Шварц и Генрих Шлагеверт и одиночки, изредка входившие в группу Карла Тидта. Не было согласия по принципиальным вопросам, важным для коммунистов, таким как политика единого фронта, отношение к Советскому Союзу или профсоюзам ADGB .
В 1927-28 в прусском государственном парламенте также существовала группа левых коммунистов , насчитывавшая до восьми депутатов и возглавляемая Антоном Грылевичем .
В 1928 году некоторые члены левых коммунистов, такие как Фишер, Урбанс и Отто Вебер, участвовали в основании Ленинбунда, другие стали участвовать в группах коммунизма рабочих советов или вышли из политики после потери своего мандата во время новых выборов в мае 1928 года.